# Blue Mountains
Blue Mountains i den australske delstat New South Wales, omtrent 100 km vest for Sydney, er en sandstens-bjergkæde hvis højeste punkt er omkring 1.200 meter over havoverfladen og udgør en del af Great Dividing Range, som i tusindvis af kilometer løber stort set parallelt med den østlige- og sydøstlige australske kyst. Bjergkædens er formet som et plateau med dybe, forrevne kløfter på op til tusinde meter. Blue Mountains dækker et område på 1.436 km².
Blue Mountains er også navnet på en by/kommune beliggende i bjergkæden.
33°43′05″S 150°18′38″Ø / 33.7181°S 150.3106°Ø